# Jurij Lucenko
Jurij Vitalijovyč Lucenko (in ucraino Юрій Віталійович Луценко?; Rivne, 14 dicembre 1964) è un politico ucraino, Procuratore Generale dell'Ucraina dal maggio 2016 all'agosto 2019.
Lucenko è stato anche Ministro degli Affari Interni. Ha occupato questo ruolo nei due governi di Julija Tymošenko e nei governi di Jurij Jechanurov e Viktor Janukovyč. Il Ministero degli Affari Interni è l'autorità di polizia ucraina e Lucenko è diventato il primo ministro civile nel febbraio 2005. È stato il capo di Solidarietà Europea (Blocco Petro Prošenko) e leader del partito nella Verchovna Rada, il Parlamento ucraino.
Nel 2010, Lucenko è stato accusato di abuso d'ufficio e falso dal Procuratore generale dell'Ucraina Viktor Pšonka, in quella che è stata ampiamente considerata una ritorsione politica per aver indagato su uno dei membri del gabinetto di Janukovyč quattro anni prima. Nel 2012 è stato condannato a quattro anni di prigione, ma è stato graziato da Janukovyč nel 2013. Nel 2016 è diventato il Procuratore capo dell'Ucraina sotto il presidente Petro Porošenko, durante il quale è stato criticato per aver quasi smantellato l'ufficio anticorruzione nazionale ucraino di recente istituzione. Mentre era in carica, Lucenko è diventato una figura centrale nello scandalo Trump-Ucraina, in cui ha lavorato con il presidente degli Stati Uniti Donald Trump per cercare di trovare informazioni incriminanti sull'allora presunto avversario di Trump alle elezioni presidenziali statunitensi del 2020, Joe Biden. È stato destituito dal presidente Volodymyr Zelens'kyj nel 2019; Trump in seguito ha tentato senza successo di fare pressione su Zelens'kyj per reintegrarlo.

## Biografia
Lucenko è nato a Rivne, nell'Ucraina allora sovietica. Suo padre era Vitalij Ivanovyč Lucenko (1937 - 1999), eletto Deputato del popolo ucraino nel 1994 e 1998 e segretario del Comitato centrale del Partito comunista ucraino. La madre di Lucenko è Vira Michajlivna (nata nel 1936), una veterinaria.
Lucenko si è laureato in ingegneria nel 1989 presso l'Istituto Politecnico di Leopoli.

## Carriera politica
Lucenko è diventato per la prima volta noto come uno dei capi della campagna Ucraina senza Kučma, che ha fatto seguito allo scandalo della cassetta del 2000.  È stato anche uno dei "volti della rivoluzione arancione". Dal 1991 Lucenko è stato membro a lungo termine del Partito socialista ucraino (SPU); prima della sua nomina al potere esecutivo, è stato Deputato del popolo nella Verchovna Rada (il Parlamento ucraino) a partire dal febbraio 2002. Lucenko apparteneva alla fazione filoeuropea simile ai partiti socialdemocratici nel resto d'Europa, piuttosto che al socialismo vecchio stile sovietico.
In qualità di ministro, Lucenko ha rifiutato di candidarsi alle elezioni parlamentari ucraine del 2006 nella sua lista di partito. Tuttavia, si è candidato contemporaneamente sia per il consiglio comunale di Kiev che per il consiglio dell'oblast' di Rivne nelle liste del Partito socialista ("per fare il punto", come ha spiegato). Dopo aver vinto questi seggi, Lucenko si è dimesso da entrambi a favore della carica di ministro poiché la Costituzione dell'Ucraina vieta di occupare contemporaneamente incarichi nei rami legislativo ed esecutivo del governo.

### Dimissioni dal Partito Socialista
Dopo la sua nomina a ministro, Lucenko ha sospeso la sua adesione alla SPU nell'estate del 2006 a seguito dell'ingresso del leader del partito Oleksandr Moroz in una coalizione con il Partito Comunista dell'Ucraina e il Partito delle Regioni dell'ex primo ministro Viktor Janukovyč. Quando iniziò a prendere forma la coalizione del Partito delle Regioni, dei Comunisti e dei Socialisti defezionati, Lucenko dichiarò che si sarebbe rifiutato di continuare a svolgere l'incarico di ministro in un futuro governo formato da questi partiti. Tuttavia, dopo che il presidente Juščenko ha consentito la formazione del gabinetto in cambio di diverse concessioni politiche (inclusa la possibilità di scegliere il ministro dell'Interno) Lucenko ha dichiarato che il presidente gli aveva chiesto personalmente di rimanere come ministro, e lo avrebbe fatto.
Lucenko ha formalmente lasciato la Verchovna Rada il 1º dicembre 2006. Lo stesso mese, Lucenko ha creato il movimento civile "Autodifesa popolare". Il 18 dicembre 2007, Lucenko è diventato nuovamente ministro degli affari interni, quando Julija Tymošenko è stata di nuovo eletta primo ministro dell'Ucraina.